# کاترین لابوبه
کاترین لابوبه (به فرانسوی: Catherine Laboubée) نویسنده و مورخ قرن بیستم میلادی اهل فرانسه است.